# Monolepta sublata
Monolepta sublata là một loài bọ cánh cứng trong họ Chrysomelidae. Loài này được Gressitt & Kimoto miêu tả khoa học năm 1963.